# Министерство обороны Индии
Министерство обороны Индии (англ. Ministry of Defence (MoD)) — ведомство с крупнейшим уровнем бюджетных ресурсов, которому поручена координация и контроль всех органов и функций государства, непосредственно связанных с национальной безопасностью и индийскими вооружёнными силами.
Индийские вооружённые силы (в том числе СВ, ВВС и ВМС Индии); индийская береговая охрана (компонент военизированных сил Индии) и гражданская служба (в том числе служба учётных записей обороны Индии, Штаб гражданской Услуги, индийский завод боеприпасов и т. д.) находятся под управлением и руководством Министерства обороны. Министерство обороны тесно сотрудничает с Советом национальной безопасности и министром внутренних дел.

## Структура
- Департамент обороны
- Департамент оборонной промышленности
- Департамент оборонных исследований и разработок
- Департамент благосостояния бывших военнослужащих
- Финансовый отдел.